# Cripple Clarence Lofton
Cripple Clarence Lofton (eigentlich Albert Clemens, * 28. März 1887 in Kingsport (Tennessee); † 9. Januar 1957 in Chicago) war ein US-amerikanischer Boogie-Woogie- und Blues-Pianist sowie Tänzer, Songwriter und Sänger.

## Leben und Wirken
Cripple Clarence Lofton begann seine Karriere, obwohl er humpelte, als Steptänzer, woher sein Künstlername rührt. Später wurde er als Pianist im Blues- und Boogie Woogie-Idiom bekannt und zog nach Chicago. Kennzeichen seiner Auftritte war seine energiegeladene Bühnenpräsenz, wo er zu seinem Gesang auch tanzte und pfiff. Der Autor William Russell gab in seinem Buch Boogie Woogie eine Beschreibung seiner Bühnenshow:

"Niemand kann sich über einen Mangel an Abwechslung oder Vielseitigkeit bei Clarence beklagen. Wenn er richtig in Fahrt kommt, ist er ein Zirkus mit drei Runden. Während der einen Nummer spielt und singt er, pfeift einen Chorus und schnippt mit den Fingern wie ein Flamencotänzer, um seinem Blues-Spiel zusätzliche perkussive Begleitung zu geben. Manchmal aber dreht er sich seitwärts, meist mit dem Rücken zum Klavier, als ob er dahintrabe und er stapft mit dem Füßen. Unterdessen beginnt er fängt er wieder an zu singen und ruft ins Publikum oder zu seinem Schlagzeuger. Plötzlich springt er mitten in einer Nummer auf, seine Hände verschränkt, und läuft rund um den Klavierstuhl; dann, ganz unerwartet, brummt er irgendwas in einer tiefen Bass-Stimme. Eine Sekunde später dreht er sich um und kehrt zum Klavier zurück; beide Hände fliegen dann in hohem Tempo über die Tasten. Seine Handlungen und sein Gesichtsausdruck sind so intensiv dramatisch und unterhaltsam wie seine Musik."

Die meisten seiner Songs waren zwölf-taktige Blues; mit seinem einzigartigen Stil fand Lofton bald die Hauptsäule seines Schaffens. Seine ersten Aufnahmen entstanden im April 1935 mit Big Bill Broonzy für Vocalion Records. Er trat später im Nachtclub Big Apple in Chicago auf und spielte bis Ende der 1940er Jahre weitere Schallplatten ein, bis er sich zur Ruhe setzte. Er lebte weiter in Chicago, bis er 1957 an einer Gehirnembolie verstarb.
Lofton war ein wichtiger Bestandteil des Boogie-Woogie Genre in Chicago. Zu seinen bekanntesten Songs gehörten: „Strut That Thing“, „Monkey Man Blues“, „I Don't Know“ und „Pitchin' Boogie“. Sein Talent beeinflusste weitere Spieler wie Pinetop Smith und andere bekannte Boogie-Woogie Künstler wie Meade Lux Lewis, Cow Cow Davenport, Jimmy Yancey und Erwin Helfer.

## Diskographische Hinweise
- Cripple Clarence Lofton Vol 1 1935 - 1939 (Document Records)
- Cripple Clarence Lofton Vol 2 1939 - 1943 (Document Records)
- Cripple Clarence Lofton (Riverside Records, 1954)
- Honky-Tonk and Boogie-woogie Piano (Riverside, 1954)
- Cripple Lofton & Walter Davis (Kazoo)